# Tony Leung Ka-fai

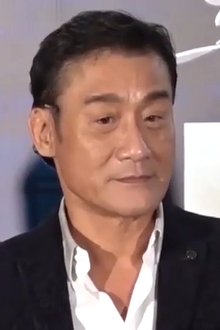
Tony Leung Ka-fai (2019)

Tony LEUNG Ka-fai im Westen manchmal auch als Tony Leung (chinesisch 梁家輝 / 梁家辉, Pinyin Liáng Jiāhuì, Jyutping Loeng4 Gaa1fai1, kantonesisch Leung Ka-fai; * 1. Februar 1958 in Hongkong) bekannt, ist ein chinesischer Schauspieler. Er war in über 120 Filmen als Schauspieler aktiv und bei zwei Filmen als Produzent beteiligt.

## Name
In Hongkongs Filmkreisen wird Leung Ka-Fai aufgrund seiner Körperstatur oft „Big Tony“ genannt zur Unterscheidung zu seinem jüngeren Schauspielkollegen Tony Leung Chiu-wai – „Little Tony“.

## Leben
Leung studierte Schauspiel an der Hong Kong TVB Acting School, brach die Ausbildung aber nach 9 Monaten ab. Seine erste Filmrolle erhielt er 1983 von dem Regisseur Li Hanhsiang (Lee Hang-sheng), dem Vater seiner damaligen Freundin, in Burning of Imperial Palace. Für sein zweiter Film Reign Behind a Curtain von Li erhielt er den Hong Kong Film Award als bester Darsteller.
Danach entwickelte er sich zu einem vielbeschäftigten Darsteller des Hongkong-Kinos, spielte aber auch Hauptrollen in internationalen Produktionen wie Der Liebhaber (1992) von Jean-Jacques Annaud.

## Familie
Tony Leung Ka-fai heiratete 1987 „Jiang Jianian“ (江嘉年). Sie haben zusammen die Zwillingstöchter: Chloe (梁穎晨; * 1992) und Nikkie Leung (梁靜曦; * 1992). In Hongkong ist es allgemein bekannt, dass Leung ein typischer Familienmensch ist.

## Filmografie (Auswahl)

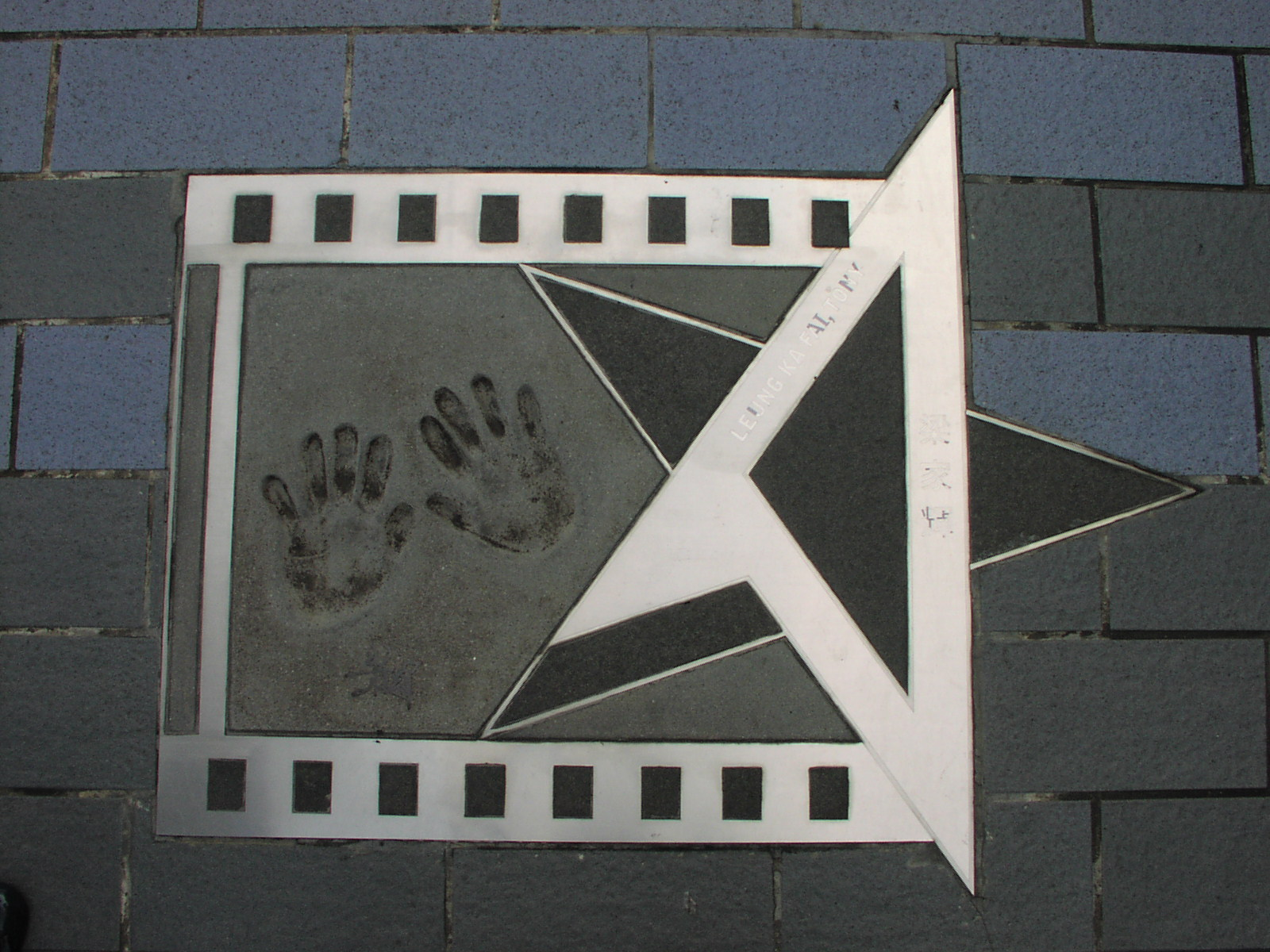
Handabdruck von Leung auf der Avenue of Stars, Hongkong 2007

- 1983: Burning of Imperial Palace / Das Imperium brennt (Regie: Han-hsiang Li)
- 1983: Reign Behind a Curtain (Regie: Han Hsiang Li)
- 1986: Fire Dragon (Regie: Han Hsiang Li)
- 1987: People’s Hero (Regie: Derek Yee)
- 1987: Prison on Fire (Regie: Ringo Lam Ling-tung)
- 1988: The Laser Man (Regie: Peter Wang)
- 1989: A Better Tomorrow III / City Wolf 3: Hexenkessel Saigon (Regie: Tsui Hark)
- 1990: She Shoots Straight / Lethal Lady (Regie: Corey Yuen Kwai)
- 1990: Island on Fire / The Prisoner (Regie: Yen-ping Chu)
- 1990: Farewell China (Regie: Clara Law)
- 1991: The Raid (Regie: Tsui Hark & Ching Siu-tung)
- 1992: Der Liebhaber (L’Amant, Regie: Jean-Jacques Annaud)
- 1992: 92: La Legendary Rose Noire (Regie: Jeffrey Lau Chun-wai)
- 1992: Center Stage (Regie: Stanley Kwan Kam-pang)
- 1992: Misty (Regie: Peter Pau)
- 1993: Flying Dagger (Regie: Yen-ping Chu)
- 1993: Finale in Blood (Regie: Fruit Chan)
- 1994: God of Gamblers Returns / Hard Game (Regie: Wong Jing)
- 1994: Ashes of Time (Regie: Wong Kar-Wai)
- 1995: The Christ of Nanjing (Regie: Tony Au)
- 1999: The Victim (Regie: Ringo Lam Ling-Tung)
- 2000: Jiang Hu: The Triad Zone (Regie: Dante Lam Chiu-yin)
- 2002: Double Vision – Fünf Höllen bis zur Unsterblichkeit (Double Vision, Regie: Chen Kuo-fu)
- 2002: Zhou Yus Zug (Regie: Zhou Sun)
- 2003: Men Suddenly in Black (Regie: Pang Ho-cheung)
- 2004: Throw Down (Regie: Johnnie To Kei-fung)
- 2004: Dumplings – Delikate Versuchung (Regie: Fruit Chan)
- 2004: Die Chroniken von Huadu: Blade of the Rose (Regie: Patrick Leung & Corey Yuen)
- 2005: Der Mythos (The Myth, Regie: Stanley Tong Kwai-lai)
- 2005: Election (Regie: Johnnie To Kei-fung)
- 2005: Everlasting Regret (Regie: Stanley Kwan Kam-Pang)
- 2006: My Name is Fame (Regie: Lawrence Lau Kwok-cheung)
- 2007: It’s a Wonderful Life (Regie: Ronald Cheng Chung-kei)
- 2007: Lost in Beijing (Regie: Li Yu)
- 2007: Eye in the Sky (Regie: Yau Nai-Hoi)
- 2007: Die Reise des chinesischen Trommlers (Regie: Kenneth Bi)
- 2008: Iron Road (Regie: David Wu)
- 2009: I Corrupt All Cops (Regie: Wong Jing)
- 2009: Bodyguards and Assassins (Regie: Teddy Chan)
- 2009: The Founding of a Republic (Regie: Huang Jianxin)
- 2010: Detective Dee und das Geheimnis der Phantomflammen (Regie: Tsui Hark)
- 2010: Bruce Lee, My Brother (Regie: Manfred Wong)
- 2011: I Love Hong Kong (Regie: Eric Tsang)
- 2011: Cold Steel (Regie: David Wu)
- 2012: Tai Chi Hero (Regie: Stephen Fung)
- 2012: Cold War (Regie: Longman Leung & Sunny Luk)
- 2012: Tai Chi Zero (Regie: Stephen Fung)
- 2014: Die letzte Schlacht am Tigerberg (Regie: Tsui Hark)
- 2016: Cold War 2 (Regie: Lok Man Leung & Kim-ching Luk)
- 2017: Our Time Will Come (Regie: Ann Hui)
- 2018: Asura (Regie: Zhang Peng)
- 2019: Chasing the Dragon II: Wild Wild Bunch (Regie: Wong Jing, Jason Kwan Chi-yiu)
- 2020: I Corrupt All Cops 2 (Regie: Wong Jing)

## Auszeichnungen (Auswahl)
- 1984 Hong Kong Film Awards – Bester Hauptdarsteller (最佳男主角 Best Actor)[3]
- 1993 Hong Kong Film Awards – Bester Hauptdarsteller (最佳男主角 Best Actor)[8]
- 2004 Hong Kong Film Awards – Bester Nebendarsteller (最佳男配角 Best Supporting Actor)[9]
- 2006 Hong Kong Film Awards – Bester Hauptdarsteller (最佳男主角 Best Actor)[10]
- 2013 Hong Kong Film Awards – Bester Hauptdarsteller (最佳男主角 Best Actor)[11]